# Römisch-katholische Kirche in Honduras
Die römisch-katholische Kirche  in Honduras ist Teil der weltweiten römisch-katholischen Kirche.

## Geschichte
Zwischen 1524 und 1526 eroberten die Spaniern den Großteil der Gebiete des heutigen Honduras. Gleichzeitig begannen Ordenspriester mit der Missionierung. Papst Clemens VII. beauftragte 1527 Alfonso de Talavera mit der Wahrnehmung der bischöflichen Aufgaben in diesen Missionsgebieten. Er wies ihm jedoch keinen festen Bischofssitz zu. Bischof Talavera, der seine Tätigkeit 1531 aufnahm, unterstand dem Bischof von Santo Domingo.
Die Gründung eines Bistums für den Bereich des Verwaltungsbezirks Honduras (Gobernación de Honduras) im Generalkapitanat Guatemala war päpstlicherseits schon 1531 beabsichtigt. Clemens VII. ließ am 6. September 1531 eine entsprechende Bulle ausfertigen. Die tatsächliche Gründung konnte jedoch erst 1539 erfolgen, nach der Zustimmung durch den spanischen König Karl I. Zum ersten „Bischof von Honduras“ ernannte Papst Paul III. Cristóbal de Pedraza, der 1545 schließlich in Honduras eintraf. Bischofssitz war zunächst Trujillo. 1561 wurde der Bischofssitz nach Comayagua verlegt. Fortan wurde das „Bistum Honduras“ deshalb meist als „Bistum Comayagua“ bezeichnet. Metropolitanbistum war das Erzbistum Santo Domingo.
Am 2. Februar 1916 verlegte Papst Benedikt XV. den Bischofssitz von Comayagua nach Tegucigalpa und erhob das Bistum zum Erzbistum. Durch Gebietsabtretungen des Erzbistums Tegucigalpa bzw. seiner Tochterbistümer und die Errichtung einer zweiten Kirchenprovinz mit dem Erzbistum San Pedro Sula als Metropolitansitz im Januar 2023 entstanden die heutigen Jurisdiktionen der katholischen Kirche in Honduras.

## Organisation
Die römisch-katholische Kirche in Honduras ist die größte Glaubensgemeinschaft in Honduras. 97 % der Honduraner sind Katholiken. Das größte Bistum, Tegucigalpa, zählt 1.480.000 Katholiken. Ihm folgen das Bistum Santa Rosa de Copán mit 1.107.000 und das Erzbistum San Pedro Sula mit 900.000 Katholiken.
Óscar Kardinal Rodríguez Maradiaga SDB, Erzbischof von Tegucigalpa, wurde 2001 durch Papst Johannes Paul II. zum ersten Kardinal aus Honduras ernannt. Papst Johannes Paul II. besuchte 1983 Honduras.
Vorsitzender der honduranischen Bischofskonferenz (CEH) ist Óscar Andrés Kardinal Rodríguez Maradiaga SDB. Apostolischer Nuntius in Honduras ist seit Oktober 2024 Erzbischof Simón Bolívar Sánchez Carrión.
Die römisch-katholische Kirche in Honduras ist in zwei Kirchenprovinzen mit je einem Erzbistum und insgesamt neun dazugehörende Suffraganbistümer gegliedert.

## Bistümer in Honduras
- Erzbistum Tegucigalpa
- Bistum Choluteca
- Bistum Comayagua
- Bistum Danlí
- Bistum Juticalpa

- Erzbistum San Pedro Sula
- Bistum La Ceiba
- Bistum Gracias
- Bistum Santa Rosa de Copán
- Bistum Trujillo
- Bistum Yoro